# Špiranec
Špiranec falu Horvátországban Kapronca-Kőrös megyében. Közigazgatásilag Kőröshöz tartozik.

## Fekvése
Kőröstől 6 km-re délnyugatra fekszik.

## Története
A település egykor a kiskemléki (Gornja Rijeka) uradalom része volt. 
1857-ben 201, 1910-ben 309 lakosa volt. Trianonig Belovár-Kőrös vármegye Körösi járásához tartozott. 2001-ben 168 lakosa volt.

## Külső hivatkozások
Körös város hivatalos oldala